# Cataonia mauritanica
Cataonia mauritanica is een vlinder uit de familie van de grasmotten (Crambidae). De wetenschappelijke naam van deze soort is voor het eerst voorgesteld door Hans Georg Amsel in een publicatie uit 1953.
De soort komt voor in de Westelijke Sahara, Mauritanië en Kaapverdië (São Vicente).